# Frasquita
Frasquita är en operett i tre akter med musik av Franz Lehár och libretto av Alfred Maria Willner och Heinz Reichert efter Pierre Louÿs roman La Femme et le Pantin (1898). Den hade premiär den 12 maj 1922 på Theater an der Wien i Wien. En fransk version (som opéra comique) hade premiär den 3 maj 1933 i Paris.

## Historia
Svensk premiär den 7 november 1924 på Oscarsteatern i Stockholm.

## Personer
- Frasquita, en ung zigenerska (Sopran)
- Armand Mirabeau (Tenor)
- Dolly Girot (Subrett)
- Hippolyt Gallipot, Privatlärare (Tenor)
- Aristide Girot, Dollys fader och Armands onkel (sjungande komiker)
- Sebastiano, en ung zigenare (talroll)

## Handling
Armand Mirabeau, en rik ung parisare, anländer till Barcelona med sin vän Hippolyt för att möta sin fästmö Dolly Girot. Av en slump träffar Armand zigenarflickan Frasquita. She flirtar med honom först för att sedan avvisa honom som hämnd för att han anklagade henne för att ha stulit hans cigarettetui. Tillbaka i Paris är Dolly djupt besviken på Armands beteende och gifter sig med Hippolyt. Frasquita, som inser att hon älskar Armand, letar upp honom och förenar sig med honom.

## Musiknummer
Nr. 1 Sång: Gib mit dem Fächer ein Zeichen mir
Nr. 2 Zigenarkör och Frasquitas entré
Nr. 3 Sång: Sag mir, Sag mir
Nr. 4 Duett: Wenn ganz sacht über Nacht
Nr. 5 Sång: Fragst Du mich was Liebe ist
Nr. 6 Valse Espangnole
Nr. 7 Terzett: Mädel, Mädel suchst Du einen Mann
Nr. 8 Final I
Nr. 9 Danssång: Geh mit mir in die Alhambra
Nr. 10 Sång och dans: Wüßt ich wer Morgen mein Liebster ist
Nr. 11 Duett: Weißt Du nicht was ein Hez voller Sehnsucht begehrt
Nr. 12 Polka: Ich gäb was drum, wenn ich ein Mäderl hätt
Nr. 13 Sång: Hab ein blaues Himmelbett
Nr. 14 Marsch: Kinder, heut fühl ich mich wie zwanzig Jahr
Nr. 15 Final II
Nr. 15a Entr'akt (Inledning till akt III)
Nr. 16 Kör: Karnevalszug
Nr. 17 Duett: O glaub mir mein Freund
Nr. 18 Valsduett: Du, küss mich immerzu
Nr. 19 Final III 